# Ризотто

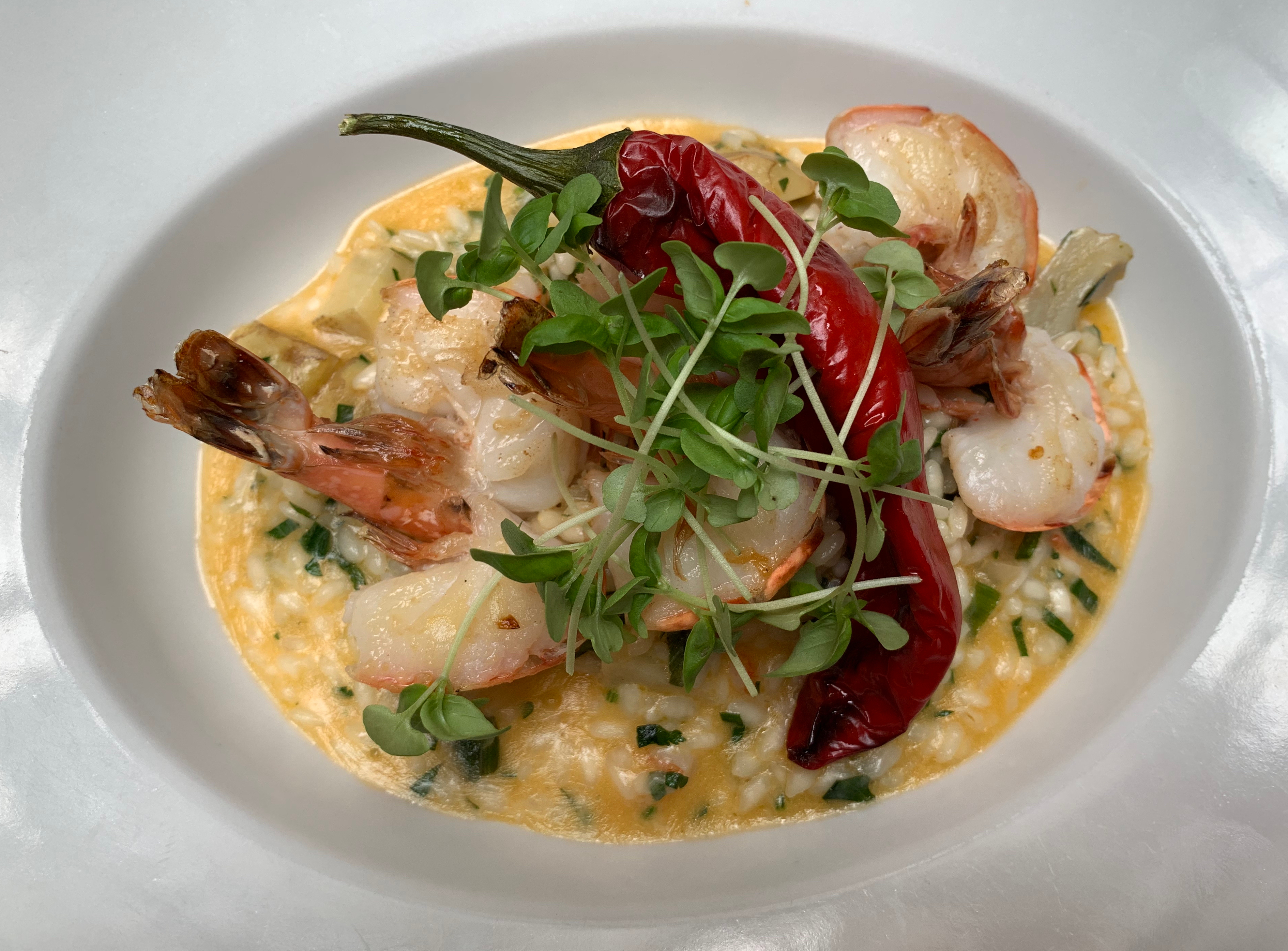
Ризотто

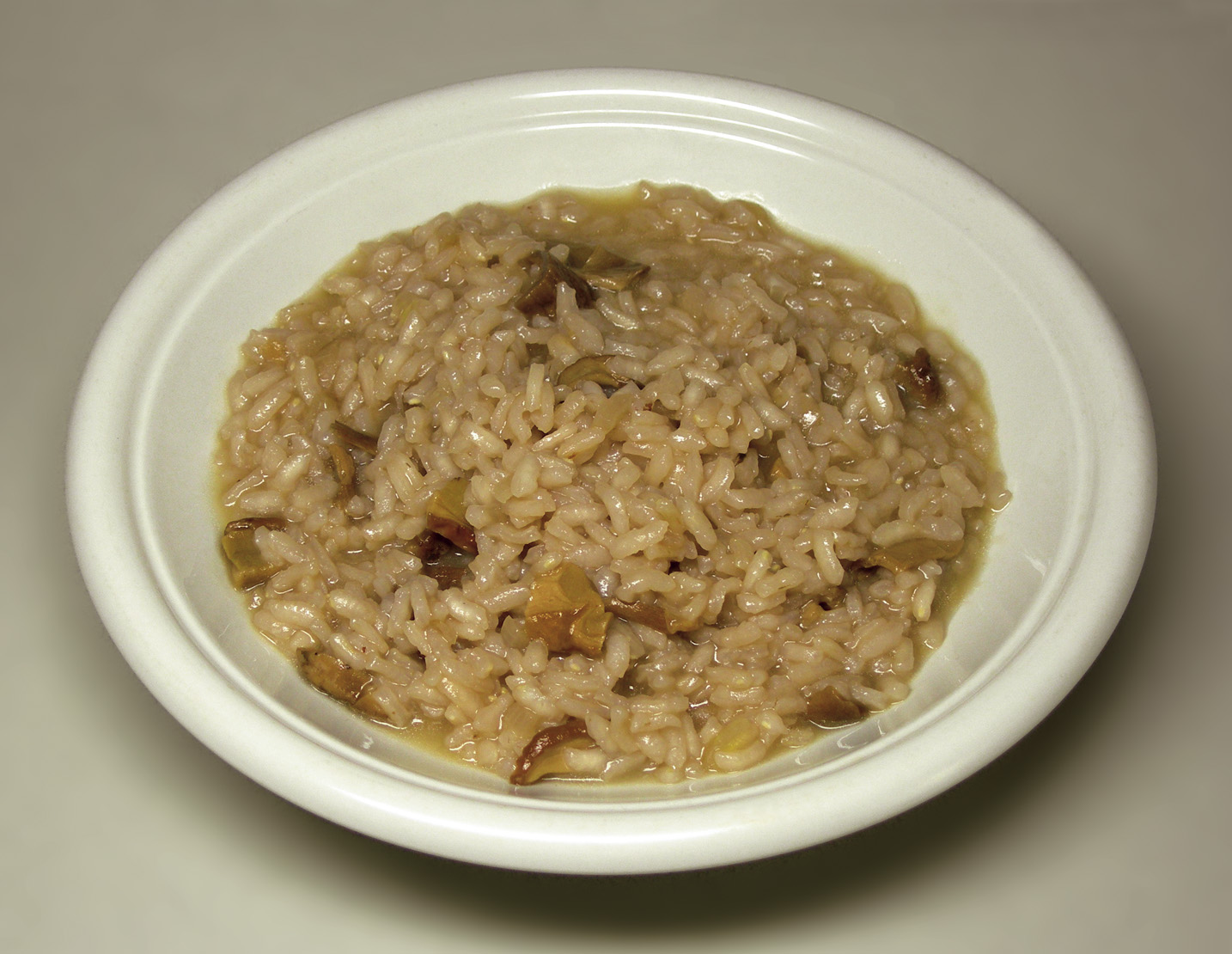
Ризотто с грибами

Ризо́тто (итал. risotto, означает «маленький рис») — блюдо итальянской кухни из риса, с мягким, сливочным вкусом. Первое письменное упоминание о нём встречается только в XIX веке.

## Ингредиенты
Для ризотто используется круглый богатый крахмалом рис сортов Арборио, Бальдо, Падано, Рома, Виалоне Нано, Марателли или Карнароли (последние три сорта считаются лучшими для ризотто, и они наиболее дорогие). В зависимости от обычаев региона рис предварительно обжаривают на оливковом либо сливочном масле, либо на курином жире. После в рис постепенно доливают кипящий бульон (из мяса, рыбы, птицы, овощей) либо обычную воду (как правило, для ризотто из морепродуктов) из расчёта 3-4 стакана на 1 стакан риса и тушат при постоянном помешивании. Следующую порцию жидкости добавляют только тогда, когда зёрнышки риса впитали в себя предыдущую порцию. В конце приготовления добавляют желаемый наполнитель — мясо, морепродукты, грибы, овощи или сухофрукты.
Иногда, чтобы придать готовому блюду ещё большую кремовость (которая характерна для сортов риса с повышенным содержанием крахмала), в почти готовое блюдо добавляют смесь взбитого венчиком сливочного масла с тёртым пармезаном или пекорино.
Ароматизировать ризотто можно трюфелевым маслом, которое в небольшом количестве добавляют в блюдо в самом конце готовки (масло не следует подвергать термической обработке, чтобы оно не утратило свои ароматические качества).
Вариантов ризотто множество, блюдо не имеет точного состава компонентов и соотношения продуктов. В настоящем ризотто необходимо добиться однообразной «текучести» готового блюда (итальянцы называют это all’onda — волна) и кремовости консистенции.